# Постоянная
Постоя́нная, или конста́нта (лат. constans, родительный падеж constantis — постоянный, неизменный) — постоянная величина (скалярная или векторная) в математике, физике, химии. Чтобы показать постоянство величины C, обычно пишут
{\displaystyle C=\operatorname {const} }.
Термин «константа», как правило, употребляют для обозначения постоянных, имеющих определённое числовое значение, не зависящее от решаемой задачи. Таковы, например, число π, постоянная Эйлера, число Авогадро, постоянная Планка и др. Иногда константой именуют физическую величину, сохраняющую неизменное значение в конкретных ситуациях или процессах, то есть в рамках решаемой задачи. В этом случае неизменность величины X символически записывают так:
{\displaystyle X=\mathrm {idem} }
(лат. idem — тот же самый, один и тот же). Наоборот, непостоянство величины Y символически записывают так:
{\displaystyle Y=\mathrm {var} }.

## Константная функция
Константа может использоваться для определения постоянной функции, результат которой не зависит от значения аргумента и всегда дает одно и то же значение.
Постоянная функция одной переменной, например {\displaystyle f(x)=5}. На графике (в декартовой системе координат, на плоскости) константная функция имеет вид прямой, параллельной оси абсцисс. Такая функция всегда принимает одно и то же значение (в данном случае 5), потому что ее аргумент не появляется в выражении, определяющем функцию.
Если f постоянная функция такая, как {\displaystyle f(x)=72} для каждого x тогда
{\displaystyle {\begin{aligned}f'(x)&=0\\\int f(x)\,dx&=72x+c\end{aligned}}}

## Константы в математическом анализе
В исчислении константы обрабатываются по-разному в зависимости от операции. Например, производная постоянной функции равна нулю. Это связано с тем, что производная измеряет скорость изменения функции по отношению к переменной, а поскольку константы по определению не изменяются, их производная, следовательно, равна нулю.
И наоборот, при интегрировании постоянной функции постоянная умножается на переменную интегрирования. Во время оценки предела константа остается такой же, как была до и после оценки.
Интегрирование функции одной переменной часто включает постоянную интегрирования. Это возникает из-за того, что интегральный оператор является обратным от дифференциального оператора, а это означает, что цель интеграции восстановить исходную функцию, прежде чем дифференциации. Дифференциал постоянной функции равен нулю, как отмечалось выше, а дифференциальный оператор является линейным оператором, поэтому функции, которые отличаются только постоянным членом, имеют одинаковую производную. Чтобы признать это, к неопределенному интегралу добавляется постоянная интегрирования, так как это гарантирует включение всех возможных решений. Константа интегрирования обозначается как «С» и представляет собой константу с фиксированным, но неопределенным значением.

## Примеры

Длина окружности диаметра 1 равна π.

- Окружность Аполлония: отношение расстояний до двух заданных точек;
- Гипербола: разность расстояний до двух заданных точек (e > 1);
- Эллипс: сумма расстояний до двух заданных точек (e < 1);
- Парабола: e = 1;
- Окружность: e = 0;
- Лемниската: произведение расстояний от каждой точки до n заданных точек;
- число π (пи): постоянная, представляющая отношение длины окружности к её диаметру, приблизительно равную 3,141592653589793238462643[11].

Для идеального газа, макроскопические свойства которого описывают переменными P (давление), V (объём), T (абсолютная температура), числовым параметром n (количество газа в молях) и константой R (универсальная газовая постоянная) имеем:
- изобарный процесс[12]

{\displaystyle P=\mathrm {idem} } ;
- изохорный процесс[13]

{\displaystyle V=\mathrm {idem} } ;
- изотермический процесс[12]

{\displaystyle T=\mathrm {idem} } ;
- объединённый газовый закон[14]

{\displaystyle {\frac {P\cdot V}{T}}=\mathrm {idem} };
- уравнением Клапейрона[15]

{\displaystyle {\frac {P\cdot V}{n\cdot T}}=R=\mathrm {const} }.

## Комментарии
1. ↑  Ускорение свободного падения — векторная постоянная.